# 革新的研究開発推進プログラム
革新的研究開発推進プログラム（かくしんてきけんきゅうかいはつすいしんプログラム、Impulsing Paradigm Change through disruptive Technologies Program、略称：ImPACT）は、日本の内閣府が主導し、2014年度から2018年度まで実施した科学技術イノベーション創出のための大型研究開発プログラムである。従来技術の延長線上にない、ハイリスク・ハイインパクトな挑戦的プロジェクトを推進することを目的とし、社会課題の解決や産業競争力の強化を目指した。

## 目的
ImPACTは、「破壊的イノベーション」の創出を通じて、日本経済の再生と国際競争力の向上を図ることを目標とした。特に、短期的な成果よりも長期的な視点で革新的技術を生み出すことに重点を置き、量子技術やバイオテクノロジーなど、先端分野での飛躍的な進展を企図した。

## 仕組み
プログラムは、総合科学技術・イノベーション会議（CSTI）が司令塔となり、各分野の専門家であるプログラム・マネージャー（PM）が具体的な研究開発プロジェクトを統括する形で運営された。PMには大きな裁量が与えられ、民間企業や大学、研究機関と連携しながら、総額約550億円の予算を活用して研究が進められた。プロジェクトは5年間の期間限定で実施され、実用化に向けた試作機開発や技術実証も含まれた。

## 主な成果
ImPACTでは、量子ニューラルネットワーク（QNN）や超高速通信技術など、複数の先端技術で成果を上げた。例えば、量子情報科学分野では2000量子ビットの試作機が開発され、2017年にクラウド上で公開されるなど、産学連携による技術革新が実現した。一方で、短期的な社会実装に至らないプロジェクトも多く、成果の活用には課題が残ったとされる。

## プログラム内容
革新的研究開発推進プログラム（ImPACT）は、ハイリスク研究による非連続イノベーションの創出で成功を収めた米国DARPA（国防高等研究計画局）の仕組みを参考にしている。研究者ではなく、研究開発の企画・遂行・管理を担うプログラム・マネージャー（PM）に予算と権限を集中させる、日本では従来にない方式を導入した。2014年度から2018年度までの5年間で実施され、総額約550億円が投じられた。以下に、16のプロジェクトを一覧化し、その概要と成果を補足する。

### プログラム一覧
| No. | プログラム名称                                                           | PM          | 所属                        | 研究費配分額 （単位：億円） | 研究費配分額 （単位：億円） |
| No. | プログラム名称                                                           | PM          | 所属                        | 当初決定額                  | 最終配分額                  |
| --- | ------------------------------------------------------------------------ | ----------- | --------------------------- | --------------------------- | --------------------------- |
| 1   | 超薄膜化・強靭化「しなやかなタフポリマー」の実現                         | 伊藤 耕三   | 東京大学大学院              | 35                          | 48.5                        |
| 1   | 概要：軽量かつ柔軟で強靭な新素材を開発。                                 |             |                             | 35                          | 48.5                        |
| 1   | 成果：ナノ薄膜技術が自動車や航空産業での軽量化に寄与する可能性を示した。 |             |                             | 35                          | 48.5                        |
| 1   | その後：産業界での実用化に向けた共同研究が継続中。                       |             |                             | 35                          | 48.5                        |
| 2   | セレンディピティの計画的創出による新価値創造                             | 合田 圭介   | 東京大学大学院              | 30                          | 29.51                       |
| 2   | 概要：偶発的発見を計画的に引き起こす技術を追求。                         |             |                             | 30                          | 29.51                       |
| 2   | 成果：超高速イメージング技術が医療診断に応用可能なレベルに到達。         |             |                             | 30                          | 29.51                       |
| 2   | 意義：創薬やバイオ分野でのイノベーション創出に寄与。                     |             |                             | 30                          | 29.51                       |
| 3   | ユビキタス・パワーレーザーによる安全・安心・長寿社会の実現               | 佐野 雄二   | 株式会社東芝                | 30                          | 35.3                        |
| 3   | 概要：高出力レーザーで構造物診断や医療応用を目指す。                     |             |                             | 30                          | 35.3                        |
| 3   | 成果：非接触診断用レーザーシステムの試作に成功。                         |             |                             | 30                          | 35.3                        |
| 3   | その後：インフラ老朽化対策への展開が期待される。                         |             |                             | 30                          | 35.3                        |
| 4   | 無充電で長期間使用できる究極のエコIT機器の実現                           | 佐橋 政司   | 東北大学大学院              | 40                          | 45.27                       |
| 4   | 概要：環境発電による低消費電力デバイスの開発。                           |             |                             | 40                          | 45.27                       |
| 4   | 成果：IoTセンサー向けの実用化が進展。                                    |             |                             | 40                          | 45.27                       |
| 4   | 意義：持続可能な社会インフラの基盤技術として注目。                       |             |                             | 40                          | 45.27                       |
| 5   | 重介護ゼロ社会を実現する革新的サイバニックシステム                       | 山海 嘉之   | 筑波大学                    | 34.9                        | 34.9                        |
| 5   | 概要：ロボットスーツ「HAL」を進化させ、介護支援を強化。                  |             |                             | 34.9                        | 34.9                        |
| 5   | 成果：実証実験で動作支援効果を確認。                                     |             |                             | 34.9                        | 34.9                        |
| 5   | その後：医療・介護分野での製品化が進む。                                 |             |                             | 34.9                        | 34.9                        |
| 6   | 超高機能構造タンパク質による素材産業革命                                 | 鈴木 隆領   | 小島プレス工業株式会社      | 30                          | 30                          |
| 6   | 概要：人工タンパク質で高強度素材を創出。                                 |             |                             | 30                          | 30                          |
| 6   | 成果：試作品が評価段階に到達。                                           |             |                             | 30                          | 30                          |
| 6   | 意義：サステナブル素材の産業応用が期待される。                           |             |                             | 30                          | 30                          |
| 7   | タフ・ロボティクス・チャレンジ                                           | 田所 諭     | 東北大学大学院              | 35                          | 36                          |
| 7   | 概要：災害対応可能な高耐久ロボットを開発。                               |             |                             | 35                          | 36                          |
| 7   | 成果：実環境での動作試験に成功。                                         |             |                             | 35                          | 36                          |
| 7   | その後：震災復興や緊急対応での活用が検討中。                             |             |                             | 35                          | 36                          |
| 8   | 核変換による高レベル放射性廃棄物の大幅な低減・資源化                     | 藤田 玲子   | 株式会社東芝                | 34                          | 34.14                       |
| 8   | 概要：核廃棄物の処理技術を革新。                                         |             |                             | 34                          | 34.14                       |
| 8   | 成果：実験で低減効果を確認。                                             |             |                             | 34                          | 34.14                       |
| 8   | 意義：エネルギー政策における環境負荷低減に寄与。                         |             |                             | 34                          | 34.14                       |
| 9   | 進化を超える極微量物質の超迅速多項目センシングシステム                   | 宮田 令子   | 東レ株式会社                | 30                          | 26.8                        |
| 9   | 概要：高感度センサーで環境・医療分野を革新。                             |             |                             | 30                          | 26.8                        |
| 9   | 成果：試作機が実用化目前に。                                             |             |                             | 30                          | 26.8                        |
| 9   | その後：食品安全や公衆衛生への応用が進行中。                             |             |                             | 30                          | 26.8                        |
| 10  | イノベーティブな可視化技術による新成長産業の創出                         | 八木 隆行   | キヤノン株式会社            | 29.7                        | 29.7                        |
| 10  | 概要：先端光学技術で産業応用を拡大。                                     |             |                             | 29.7                        | 29.7                        |
| 10  | 成果：医療画像診断機器に応用可能な技術を確立。                           |             |                             | 29.7                        | 29.7                        |
| 10  | 意義：次世代ヘルスケア産業の基盤に。                                     |             |                             | 29.7                        | 29.7                        |
| 11  | 脳情報の可視化と制御による活力溢れる生活の実現                           | 山川 義徳   | 株式会社NTTデータ経営研究所 | 30                          | 32.8                        |
| 11  | 概要：脳活動のリアルタイム解析技術を開発。                               |             |                             | 30                          | 32.8                        |
| 11  | 成果：リハビリ支援への応用が期待される技術を確立。                       |             |                             | 30                          | 32.8                        |
| 11  | その後：脳科学とAIの融合研究が拡大。                                     |             |                             | 30                          | 32.8                        |
| 12  | 量子人工脳を量子ネットワークでつなぐ高度知識社会基盤の実現               | 山本 喜久   | 日本電信電話株式会社        | 30                          | 33                          |
| 12  | 概要：量子コンピューティングでAI基盤を構築。                             |             |                             | 30                          | 33                          |
| 12  | 成果：2000量子ビットの試作機をクラウド公開。                             |             |                             | 30                          | 33                          |
| 12  | 意義：量子技術の社会実装を先導。                                         |             |                             | 30                          | 33                          |
| 13  | オンデマンド即時観測が可能な小型合成開口レーダ衛星システム               | 白坂 成功   | 慶応義塾大学大学院          | 15                          | 19.9                        |
| 13  | 概要：小型SAR衛星で災害監視を強化。                                      |             |                             | 15                          | 19.9                        |
| 13  | 成果：衛星試作とデータ取得に成功。                                       |             |                             | 15                          | 19.9                        |
| 13  | その後：気候変動対策や防災に活用拡大。                                   |             |                             | 15                          | 19.9                        |
| 14  | 豊かで安全な社会と新しいバイオものづくりを実現する人工細胞リアクタ       | 野地 博行   | 東京大学大学院              | 15                          | 17.5                        |
| 14  | 概要：人工細胞技術でバイオ生産を革新。                                   |             |                             | 15                          | 17.5                        |
| 14  | 成果：実験レベルで成果を上げた。                                         |             |                             | 15                          | 17.5                        |
| 14  | 意義：持続可能なバイオ産業の基盤に。                                     |             |                             | 15                          | 17.5                        |
| 15  | バイオニックヒューマノイドが拓く新産業革命                               | 原田 香奈子 | 東京大学                    | 15                          | 16                          |
| 15  | 概要：人間型ロボット技術を開発。                                         |             |                             | 15                          | 16                          |
| 15  | 成果：産業用途向け試作機を披露。                                         |             |                             | 15                          | 16                          |
| 15  | その後：次世代製造業への展開が期待される。                               |             |                             | 15                          | 16                          |
| 16  | 社会リスクを低減する超ビッグデータプラットフォーム                       | 原田 博司   | 京都大学大学院              | 15                          | 23.17                       |
| 16  | 概要：ビッグデータでリスク予測技術を構築。                               |             |                             | 15                          | 23.17                       |
| 16  | 成果：社会実装に向けた基盤を整備。                                       |             |                             | 15                          | 23.17                       |
| 16  | 意義：スマートシティや危機管理に貢献。                                   |             |                             | 15                          | 23.17                       |

### 他のプロジェクトへの参加研究者
他の類似研究プロジェクトへの参加研究者4名とその研究。
- FIRST
  - 山海嘉之 - FIRSTプログラム16「健康長寿社会を支える最先端人支援技術研究プログラム」
  - 山本喜久 - FIRSTプログラム29「量子情報処理プロジェクト」
- SIP
  - 伊藤耕三 - SIP第3期-7「サーキュラーエコノミーシステムの構築[37]」PD（プログラムディレクター）。
  - 山海嘉之 - SIP第3期-11「人協調型ロボティクスの拡大に向けた基盤技術・ルールの整備[38]」PD（プログラムディレクター）。
- ムーンショット型研究開発制度
  - 原田香奈子 - ムーンショット目標3-3「人とAIロボットの創造的共進化によるサイエンス開拓[39][40]」PM（プロジェクトマネージャー）。
  - 伊藤耕三 - ムーンショット目標4-3-1「非可食性バイオマスを原料とした海洋分解可能なマルチロック型バイオポリマーの研究開発[41]」PM（プロジェクトマネージャー）。

## 沿革
革新的研究開発推進プログラム（ImPACT）の歴史的経緯を以下に示す。
- 2009年度～2014年度: 「最先端研究開発支援プログラム（FIRST）[42][43]」（所管：文部科学省、プログラム担当：独立行政法人日本学術振興会（JSPS）[44]）が実施され、30名の卓越研究者に総額約1000億円を投じた。2010年度～2014年度においては、「最先端・次世代研究開発支援プログラム（NEXT）[45]」（若手・女性研究者等を対象とした支援策）にて329（G研究141、L研究188）の研究・研究者に対し、4年間で500億円が投じられている[46][47][48][49][50]。世界トップレベルの研究成果（2012年、山中伸弥ノーベル生理学・医学賞受賞[51][52]）を上げた一方、成果の社会への還元が今後の課題とされた[4]。
- 2013年（平成25年）8月30日: 第22回最先端研究開発支援会議において、FIRST[42]の成果と課題を踏まえ、ImPACT[1]の骨子が決定。米国DARPAをモデルとしたハイリスク・ハイインパクトな研究開発支援の必要性が提唱されると共に、研究者主導からプログラム・マネージャー（PM）による目的志向型研究への転換が図られ、破壊的イノベーションの創出が目指された[3][53]。
- 2013年9月13日: 総合科学技術会議（第114回）で、8月30日の骨子決定が報告され、プログラムの具体化が進められる[54]。（同年11月の総合科学技術会議（115回[55]）も参照）
- 2014年2月: ImPACT[1]の実施が正式に決定。プログラム・マネージャー（PM）方式を導入し、破壊的イノベーション創出を目指す方針が固まる。
- 2014年5月: 運用基本方針が定められ、PMの公募が開始。全国から応募された提案の中から、初年度の研究テーマとPMが選定される。
- 2014年度（平成26年度）: プログラムが本格始動。12名のPMが任命され[56][57]、各プロジェクトに予算が配分される。総額約550億円の5年間計画がスタート。
- 2015年（平成27年）10月1日: 4名のPMを追加選考[58][59][60]。以降、16のプロジェクトとなり、中間評価や成果報告会が開催される。量子技術やロボティクス分野で試作機開発が進められる。
- 2018年度（平成30年度）: プログラムの実施期間が終了。最終成果報告会が開催され、量子ニューラルネットワークや小型SAR衛星などの成果が発表される。
- 2020年1月: 第48回総合科学技術・イノベーション会議[61]において、ImPACT[1]の終了時評価報告書が取りまとめられ、成果と課題が総括される。
- その後: 一部プロジェクトの成果が民間企業や後続プログラム（例: SIP（戦略的イノベーション創造プログラム[62]）第3期、PRISM（官民研究開発投資拡大プログラム[63]）、BRIDGE（研究開発とSociety5.0との橋渡しプログラム[64]））に引き継がれ、社会実装に向けた取り組みが継続。2018年度に開始したPRISM[63]がImPACT[1]の技術を活用しつつ研究開発を推進し、その成果が2023年度開始のBRIDGE[64]でさらに発展・実用化される流れが形成された。

## 研究推進法人
- 国立研究開発法人 科学技術振興機構（JST）